# Boris Bobkow
Boris Nazarowicz Bobkow (ros. Борис Назарович Бобков, ur.  1911, zm. 1989) – radziecki oficer, kontradmirał; szef wywiadu Sztabu Głównego Marynarki Wojennej.
Członek Wszechzwiązkowej Komunistycznej Partii (bolszewików) od 1931. 
Absolwent Szkoły Marynarki Wojennej (1937); po jej ukończeniu był komisarzem wojskowym na okrętach podwodnych Floty Bałtyckiej, a od 1940 szefem wydziału politycznego brygady okrętów podwodnych Floty Bałtyckiej. Od 1941 zastępca szefa Oddziału Wywiadowczego (RO) ksztabu Floty Bałtyckiej. 
Od 1943 zastępca szefa, od 1944 szef Oddziału Wywiadowczego Flotylli Amurskiej. 
W latach 1945–1948 szef Oddziału Wywiadowczego sztabu Floty Oceanu Spokojnego. W 1949 ukończył kursy w Akademii Marynarki Wojennej. Od 1949 na stanowiskach kierowniczych w aparacie II Zarządu Głównego (wywiadowczego) Sztabu Generalnego i Głównego Sztabu Marynarki Wojennej. W latach 1953–1965 szef wywiadu Sztabu Głównego Marynarki Wojennej. w 1968 mianowany kontradmirałem. W latach 1965–1968 szef fakultetu Wojskowej Akademii Dyplomatycznej. W rezerwie od 1968 .